# Dendropsophinae
Dendropsophinae is een onderfamilie van kikkers uit de familie boomkikkers (Hylidae).
De groep werd voor het eerst wetenschappelijk beschreven door Leopold Fitzinger in 1843. Oorspronkelijk werd de wetenschappelijke naam Dendropsophi gebruikt. Er zijn twee geslachten en 100 soorten, die voorkomen in delen van Midden- en noordelijk Zuid-Amerika.

## Geslachten
Onderfamilie Dendropsophinae
- Dendropsophus
- Xenohyla

Acridinae · 
Cophomantinae · 
Dendropsophinae · 
Hylinae · 
Lophyohylinae · 
Pseudinae · 
Scinaxinae